# Juan Carlos Higuero
Juan Carlos Higuero, né le 3 août 1978 à Aranda de Duero, est un athlète espagnol, pratiquant le 1 500 mètres.

## Biographie
Pratiquant de préférence le 1 500 mètres, il figure parmi les meilleurs spécialiste européens de la discipline. C'est ainsi qu'il obtient deux médailles d'argent en salle en 2002 et 2005 avant d'obtenir la médaille d'or lors des Championnats d'Europe 2007 à Birmingham.
La saison précédente, il remporte également deux médailles lors des Championnats d'Europe 2006 à Göteborg, avec le bronze lors du 1 500 mètres et du 5 000 mètres.

## Palmarès
| Date | Compétition                       | Lieu       | Résultat | Épreuve |
| ---- | --------------------------------- | ---------- | -------- | ------- |
| 2000 | Jeux olympiques                   | Sydney     | 8e       | 1 500 m |
| 2001 | Championnats du monde en salle    | Lisbonne   | 9e       | 1 500 m |
| 2002 | Championnats d'Europe en salle    | Vienne     | 2e       | 1 500 m |
| 2002 | Championnats d'Europe             | Munich     | 5e       | 1 500 m |
| 2003 | Championnats du monde en salle    | Birmingham | 8e       | 1 500 m |
| 2003 | Championnats du monde             | Paris      | 11e      | 1 500 m |
| 2005 | Championnats d'Europe en salle    | Madrid     | 2e       | 1 500 m |
| 2005 | Championnats du monde             | Helsinki   | 6e       | 1 500 m |
| 2005 | Finale mondiale de l'IAAF         | Monaco     | 10e      | 1 500 m |
| 2006 | Championnats d'Europe             | Göteborg   | 3e       | 1 500 m |
| 2006 | Championnats d'Europe             | Göteborg   | 3e       | 5 000 m |
| 2007 | Championnats d'Europe en salle    | Birmingham | 1er      | 1 500 m |
| 2008 | Championnats du monde en salle    | Valence    | 3e       | 1 500 m |
| 2011 | Championnats d'Europe en salle    | Paris      | 6e       | 1 500 m |
| 2011 | Championnats d'Europe par équipes | Stockholm  | 1er      | 3 000 m |
| 2013 | Championnats d'Europe en salle    | Göteborg   | 2e       | 3 000 m |